# Systematik der Käfer

## Externe Systematik
Innerhalb der Unterklasse Fluginsekten (Pterygota) sind die Käfer Bestandteil der Überordnung der Neuflügler (Neoptera). Von diesen spalten sich über die Eumetabola die holometabolen Insekten ab. Die holometabolen Insekten, auch Endopterygota genannt, teilen sich in der folgenden Ebene in die Gruppe der Netzflüglerartigen (Neuropterida) und Coleopteroida einerseits und in die Hautflügler (Hymenoptera) und Mecopteroida andererseits auf. Die Coleopteroida teilen sich weiter in Käfer (Coleoptera) und in Fächerflügler (Strepsiptera) auf, die mit den Käfern somit am nächsten verwandt sind. Ihre nächsten Verwandten sind die Kamelhalsfliegen (Raphidioptera), Großflügler (Megaloptera) und Netzflügler (Neuroptera) in der Gruppe der Netzflüglerartigen.
Daraus leitet sich folgendes Kladogramm ab:
|      | Kamelhalsfliegen (Raphidioptera)                                                       |
|      |                                                                                        |
| N.N. | \| \| Großflügler (Megaloptera) \| \| \| \| \| \| Netzflügler (Neuroptera) \| \| \| \| |
|      | \| \| Großflügler (Megaloptera) \| \| \| \| \| \| Netzflügler (Neuroptera) \| \| \| \| |
|      | Großflügler (Megaloptera)                                                              |
|      |                                                                                        |
|      | Netzflügler (Neuroptera)                                                               |
|      |                                                                                        |

|  | Großflügler (Megaloptera) |
|  |                           |
|  | Netzflügler (Neuroptera)  |
|  |                           |

|  | Käfer (Coleoptera)           |
|  |                              |
|  | Fächerflügler (Strepsiptera) |
|  |                              |

|      | Kamelhalsfliegen (Raphidioptera)                                                       |
|      |                                                                                        |
| N.N. | \| \| Großflügler (Megaloptera) \| \| \| \| \| \| Netzflügler (Neuroptera) \| \| \| \| |
|      | \| \| Großflügler (Megaloptera) \| \| \| \| \| \| Netzflügler (Neuroptera) \| \| \| \| |
|      | Großflügler (Megaloptera)                                                              |
|      |                                                                                        |
|      | Netzflügler (Neuroptera)                                                               |
|      |                                                                                        |

|  | Großflügler (Megaloptera) |
|  |                           |
|  | Netzflügler (Neuroptera)  |
|  |                           |

|  | Käfer (Coleoptera)           |
|  |                              |
|  | Fächerflügler (Strepsiptera) |
|  |                              |

|      | Kamelhalsfliegen (Raphidioptera)                                                       |
|      |                                                                                        |
| N.N. | \| \| Großflügler (Megaloptera) \| \| \| \| \| \| Netzflügler (Neuroptera) \| \| \| \| |
|      | \| \| Großflügler (Megaloptera) \| \| \| \| \| \| Netzflügler (Neuroptera) \| \| \| \| |
|      | Großflügler (Megaloptera)                                                              |
|      |                                                                                        |
|      | Netzflügler (Neuroptera)                                                               |
|      |                                                                                        |

|  | Großflügler (Megaloptera) |
|  |                           |
|  | Netzflügler (Neuroptera)  |
|  |                           |

|  | Käfer (Coleoptera)           |
|  |                              |
|  | Fächerflügler (Strepsiptera) |
|  |                              |

|      | Kamelhalsfliegen (Raphidioptera)                                                       |
|      |                                                                                        |
| N.N. | \| \| Großflügler (Megaloptera) \| \| \| \| \| \| Netzflügler (Neuroptera) \| \| \| \| |
|      | \| \| Großflügler (Megaloptera) \| \| \| \| \| \| Netzflügler (Neuroptera) \| \| \| \| |
|      | Großflügler (Megaloptera)                                                              |
|      |                                                                                        |
|      | Netzflügler (Neuroptera)                                                               |
|      |                                                                                        |

|  | Großflügler (Megaloptera) |
|  |                           |
|  | Netzflügler (Neuroptera)  |
|  |                           |

|  | Käfer (Coleoptera)           |
|  |                              |
|  | Fächerflügler (Strepsiptera) |
|  |                              |

|      | Kamelhalsfliegen (Raphidioptera)                                                       |
|      |                                                                                        |
| N.N. | \| \| Großflügler (Megaloptera) \| \| \| \| \| \| Netzflügler (Neuroptera) \| \| \| \| |
|      | \| \| Großflügler (Megaloptera) \| \| \| \| \| \| Netzflügler (Neuroptera) \| \| \| \| |
|      | Großflügler (Megaloptera)                                                              |
|      |                                                                                        |
|      | Netzflügler (Neuroptera)                                                               |
|      |                                                                                        |

|  | Großflügler (Megaloptera) |
|  |                           |
|  | Netzflügler (Neuroptera)  |
|  |                           |

|  | Käfer (Coleoptera)           |
|  |                              |
|  | Fächerflügler (Strepsiptera) |
|  |                              |

|      | Kamelhalsfliegen (Raphidioptera)                                                       |
|      |                                                                                        |
| N.N. | \| \| Großflügler (Megaloptera) \| \| \| \| \| \| Netzflügler (Neuroptera) \| \| \| \| |
|      | \| \| Großflügler (Megaloptera) \| \| \| \| \| \| Netzflügler (Neuroptera) \| \| \| \| |
|      | Großflügler (Megaloptera)                                                              |
|      |                                                                                        |
|      | Netzflügler (Neuroptera)                                                               |
|      |                                                                                        |

|  | Großflügler (Megaloptera) |
|  |                           |
|  | Netzflügler (Neuroptera)  |
|  |                           |

|  | Käfer (Coleoptera)           |
|  |                              |
|  | Fächerflügler (Strepsiptera) |
|  |                              |

|      | Kamelhalsfliegen (Raphidioptera)                                                       |
|      |                                                                                        |
| N.N. | \| \| Großflügler (Megaloptera) \| \| \| \| \| \| Netzflügler (Neuroptera) \| \| \| \| |
|      | \| \| Großflügler (Megaloptera) \| \| \| \| \| \| Netzflügler (Neuroptera) \| \| \| \| |
|      | Großflügler (Megaloptera)                                                              |
|      |                                                                                        |
|      | Netzflügler (Neuroptera)                                                               |
|      |                                                                                        |

|  | Großflügler (Megaloptera) |
|  |                           |
|  | Netzflügler (Neuroptera)  |
|  |                           |

|  | Käfer (Coleoptera)           |
|  |                              |
|  | Fächerflügler (Strepsiptera) |
|  |                              |

|      | Kamelhalsfliegen (Raphidioptera)                                                       |
|      |                                                                                        |
| N.N. | \| \| Großflügler (Megaloptera) \| \| \| \| \| \| Netzflügler (Neuroptera) \| \| \| \| |
|      | \| \| Großflügler (Megaloptera) \| \| \| \| \| \| Netzflügler (Neuroptera) \| \| \| \| |
|      | Großflügler (Megaloptera)                                                              |
|      |                                                                                        |
|      | Netzflügler (Neuroptera)                                                               |
|      |                                                                                        |

|  | Großflügler (Megaloptera) |
|  |                           |
|  | Netzflügler (Neuroptera)  |
|  |                           |

|  | Käfer (Coleoptera)           |
|  |                              |
|  | Fächerflügler (Strepsiptera) |
|  |                              |

|      | Kamelhalsfliegen (Raphidioptera)                                                       |
|      |                                                                                        |
| N.N. | \| \| Großflügler (Megaloptera) \| \| \| \| \| \| Netzflügler (Neuroptera) \| \| \| \| |
|      | \| \| Großflügler (Megaloptera) \| \| \| \| \| \| Netzflügler (Neuroptera) \| \| \| \| |
|      | Großflügler (Megaloptera)                                                              |
|      |                                                                                        |
|      | Netzflügler (Neuroptera)                                                               |
|      |                                                                                        |

|  | Großflügler (Megaloptera) |
|  |                           |
|  | Netzflügler (Neuroptera)  |
|  |                           |

|  | Käfer (Coleoptera)           |
|  |                              |
|  | Fächerflügler (Strepsiptera) |
|  |                              |

|      | Kamelhalsfliegen (Raphidioptera)                                                       |
|      |                                                                                        |
| N.N. | \| \| Großflügler (Megaloptera) \| \| \| \| \| \| Netzflügler (Neuroptera) \| \| \| \| |
|      | \| \| Großflügler (Megaloptera) \| \| \| \| \| \| Netzflügler (Neuroptera) \| \| \| \| |
|      | Großflügler (Megaloptera)                                                              |
|      |                                                                                        |
|      | Netzflügler (Neuroptera)                                                               |
|      |                                                                                        |

|  | Großflügler (Megaloptera) |
|  |                           |
|  | Netzflügler (Neuroptera)  |
|  |                           |

|  | Käfer (Coleoptera)           |
|  |                              |
|  | Fächerflügler (Strepsiptera) |
|  |                              |

|      | Kamelhalsfliegen (Raphidioptera)                                                       |
|      |                                                                                        |
| N.N. | \| \| Großflügler (Megaloptera) \| \| \| \| \| \| Netzflügler (Neuroptera) \| \| \| \| |
|      | \| \| Großflügler (Megaloptera) \| \| \| \| \| \| Netzflügler (Neuroptera) \| \| \| \| |
|      | Großflügler (Megaloptera)                                                              |
|      |                                                                                        |
|      | Netzflügler (Neuroptera)                                                               |
|      |                                                                                        |

|  | Großflügler (Megaloptera) |
|  |                           |
|  | Netzflügler (Neuroptera)  |
|  |                           |

|  | Käfer (Coleoptera)           |
|  |                              |
|  | Fächerflügler (Strepsiptera) |
|  |                              |

|      | Kamelhalsfliegen (Raphidioptera)                                                       |
|      |                                                                                        |
| N.N. | \| \| Großflügler (Megaloptera) \| \| \| \| \| \| Netzflügler (Neuroptera) \| \| \| \| |
|      | \| \| Großflügler (Megaloptera) \| \| \| \| \| \| Netzflügler (Neuroptera) \| \| \| \| |
|      | Großflügler (Megaloptera)                                                              |
|      |                                                                                        |
|      | Netzflügler (Neuroptera)                                                               |
|      |                                                                                        |

|  | Großflügler (Megaloptera) |
|  |                           |
|  | Netzflügler (Neuroptera)  |
|  |                           |

|  | Käfer (Coleoptera)           |
|  |                              |
|  | Fächerflügler (Strepsiptera) |
|  |                              |

|      | Kamelhalsfliegen (Raphidioptera)                                                       |
|      |                                                                                        |
| N.N. | \| \| Großflügler (Megaloptera) \| \| \| \| \| \| Netzflügler (Neuroptera) \| \| \| \| |
|      | \| \| Großflügler (Megaloptera) \| \| \| \| \| \| Netzflügler (Neuroptera) \| \| \| \| |
|      | Großflügler (Megaloptera)                                                              |
|      |                                                                                        |
|      | Netzflügler (Neuroptera)                                                               |
|      |                                                                                        |

|  | Großflügler (Megaloptera) |
|  |                           |
|  | Netzflügler (Neuroptera)  |
|  |                           |

|  | Käfer (Coleoptera)           |
|  |                              |
|  | Fächerflügler (Strepsiptera) |
|  |                              |

|      | Kamelhalsfliegen (Raphidioptera)                                                       |
|      |                                                                                        |
| N.N. | \| \| Großflügler (Megaloptera) \| \| \| \| \| \| Netzflügler (Neuroptera) \| \| \| \| |
|      | \| \| Großflügler (Megaloptera) \| \| \| \| \| \| Netzflügler (Neuroptera) \| \| \| \| |
|      | Großflügler (Megaloptera)                                                              |
|      |                                                                                        |
|      | Netzflügler (Neuroptera)                                                               |
|      |                                                                                        |

|  | Großflügler (Megaloptera) |
|  |                           |
|  | Netzflügler (Neuroptera)  |
|  |                           |

|  | Käfer (Coleoptera)           |
|  |                              |
|  | Fächerflügler (Strepsiptera) |
|  |                              |

|      | Kamelhalsfliegen (Raphidioptera)                                                       |
|      |                                                                                        |
| N.N. | \| \| Großflügler (Megaloptera) \| \| \| \| \| \| Netzflügler (Neuroptera) \| \| \| \| |
|      | \| \| Großflügler (Megaloptera) \| \| \| \| \| \| Netzflügler (Neuroptera) \| \| \| \| |
|      | Großflügler (Megaloptera)                                                              |
|      |                                                                                        |
|      | Netzflügler (Neuroptera)                                                               |
|      |                                                                                        |

|  | Großflügler (Megaloptera) |
|  |                           |
|  | Netzflügler (Neuroptera)  |
|  |                           |

|  | Käfer (Coleoptera)           |
|  |                              |
|  | Fächerflügler (Strepsiptera) |
|  |                              |

|      | Kamelhalsfliegen (Raphidioptera)                                                       |
|      |                                                                                        |
| N.N. | \| \| Großflügler (Megaloptera) \| \| \| \| \| \| Netzflügler (Neuroptera) \| \| \| \| |
|      | \| \| Großflügler (Megaloptera) \| \| \| \| \| \| Netzflügler (Neuroptera) \| \| \| \| |
|      | Großflügler (Megaloptera)                                                              |
|      |                                                                                        |
|      | Netzflügler (Neuroptera)                                                               |
|      |                                                                                        |

|  | Großflügler (Megaloptera) |
|  |                           |
|  | Netzflügler (Neuroptera)  |
|  |                           |

|  | Käfer (Coleoptera)           |
|  |                              |
|  | Fächerflügler (Strepsiptera) |
|  |                              |

## Interne Systematik

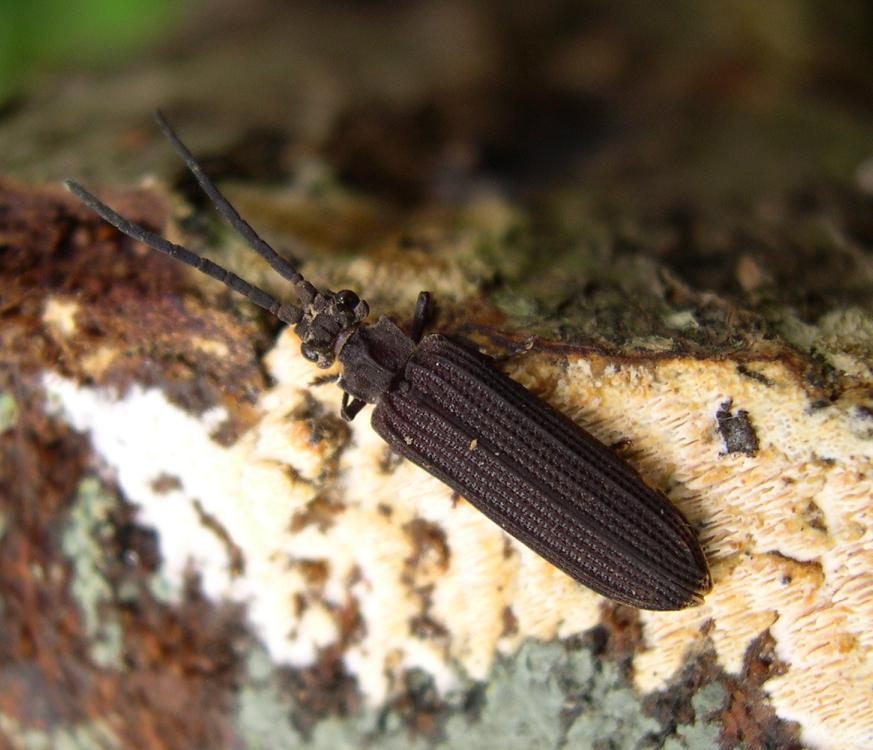
Tenomerga mucida als Vertreter der Archostemata gehört zu den ursprünglichsten Käferarten

Die Anzahl der Familien schwankt je nach Autor beträchtlich und die klassische Systematik der Käfer wird deshalb sehr uneinheitlich dargestellt.
Mit über 350.000 Arten in 179 Familien stellen sie die größte Ordnung aus der Klasse der Insekten dar und werden in vier Unterordnungen eingeteilt.
- Unterordnung Archostemata
- Unterordnung Myxophaga
- Unterordnung Adephaga
- Unterordnung Polyphaga

Zur Gruppe der Archostemata werden fünf Familien gerechnet, die 40, vorwiegend in tropischen und subtropischen Regionen vorkommende Arten enthalten. Sie stehen in einem Schwestergruppenverhältnis zu den anderen drei Unterfamilien und stellen eine sehr alte Linie der Käfer mit primitiven Besonderheiten dar, die in ihrer Morphologie den ersten Käfern, die vor ca. 250 Millionen Jahren erstmals auftraten, sehr ähnelt. Die Gruppe ist jedoch mit den ältesten Käfern nicht verwandt, da diese der Stammlinie der gesamten Käfer zugehören. Die Käfer haben nur fünf Hinterleibssternite und ihnen fehlen auch die cervicalen Sklerite zwischen Kopf und Prothorax und die äußeren Pleuren (seitliche Chitinplatten) des Prothorax. Die Hüften (Coxa) ihrer Hinterbeine sind beweglich und die Schenkelringe (Trochanter) sind normalerweise gut sichtbar. Ihre Flügel falten sie aber ebenso wie die Arten der Myxophaga und Adephaga. Sie unterscheiden sich von den Myxophaga auch dadurch, dass die Tarsen mit den Prätarsen nicht verwachsen sind.
Die Käfer der Unterordnung Myxophaga leben unter Wasser und haben alle gemeinsam, dass ihre Tarsen und Prätarsen miteinander verwachsen sind. Die dreigliedrigen Fühler der Larven, deren fünfsegmentige Beine, an deren letzten Tarsengliedern sich nur eine Kralle befindet und das Zusammenwachsen von Trochantin, Pleuren und den abdominalen Ventriten der Imagines würden auf ein Schwesternverhältnis zwischen den Myxophaga und den Polyphaga deuten. Die Flügeladerung und die Faltung der Flügel sprechen andererseits aber für ein Schwesternverhältnis zwischen Myxophaga und Adephaga.
Die Adephaga beinhalten als zweitgrößte Unterordnung mit 14 Familien bereits eine große Varietät an verschiedenen Arten. Diese Gruppe ist ebenfalls sehr alt und kann bis in die frühe Trias, vor ca. 240 Mio. Jahren zurückdatiert werden. Dabei handelt es sich um zum Teil stark spezialisierte Arten. Von ihnen gibt es sowohl fossile Funde von an Land, wie auch von im Wasser lebenden Arten. Die Larven der Adephaga sind auf die Aufnahme von flüssiger Nahrung angepasst, sie haben ein verwachsenes Labrum und keine Schneideflächen (Molae) auf den Mandibeln. Bei den Imagines sind die Pleuren (seitlichen Chitinplatten) des Thorax mit der oberen Seite des Pronotums nicht verwachsen und bilden deswegen eine Naht. Die Tiere haben auch sechs Sterna am Hinterleib, von denen die ersten drei miteinander verwachsen sind und durch die Coxae der Hinterbeine geteilt werden. Viele Arten weisen Verteidigungsdrüsen am Hinterleib auf. Man nahm an, dass die Adephaga im Schwestergruppenverhältnis zu den Myxophaga und Polyphaga stehen, neueste Erkenntnisse lassen aber darauf schließen, dass die Adephaga näher mit den Polyphaga verwandt sind.
Zur Unterordnung der Polyphaga gehören über 90 Prozent der Käferarten. Bei den Imagines ist die Trennung der Pleura des Prothorax und der oberen Seite des Pronotums nicht zu erkennen, die Pleura ist aber mit dem Trochantin verwachsen. Daraus ergibt sich, dass eine Naht zwischen Notum und Sternum am Prothorax erkennbar ist; die anderen Unterordnungen haben zwei sichtbare Nähte, zwischen Sternum und Pleurum und zwischen Notum und Pleurum. Die cervicalen Sklerite zwischen Kopf und Prothorax sind vorhanden, die Coxae der Hinterbeine sind beweglich und teilen nicht das erste Ventrit und die Flügelfaltung unterscheidet sich von der der anderen drei Unterordnungen. Bei den drei anderen Unterordnungen bilden sich durch Queradern Zellen zwischen Radialader und Cubitalader, zwischen denen die Medianader verläuft und sich aufspaltet. Bei den Polyphaga gibt es keine Zellbildung und maximal eine Querader zwischen Radius und der Mediane.
Obwohl es in den letzten Jahrzehnten einige Forschungsarbeiten gab, die zunehmend auch molekulare phylogenetische Analysen miteinbeziehen, herrscht über die Verwandtschaftsverhältnisse der ranghohen Taxa, insbesondere der vier genannten Unterordnungen zueinander, noch kein klarer Konsens.
Kladogramm nach Crowson (1955), später unterstützt von Beutel (1997), Hörnschemeyer (1998) basierend auf der Flügeleinlenkung, Beutel & Haas (2000), Beutel et al. (2008), Friedrich et al. (2009), Grimaldi & Engel (2005):
|      | Adephaga                                                |
|      |                                                         |
| N.N. | \| \| Myxophaga \| \| \| \| \| \| Polyphaga \| \| \| \| |
|      | \| \| Myxophaga \| \| \| \| \| \| Polyphaga \| \| \| \| |
|      | Myxophaga                                               |
|      |                                                         |
|      | Polyphaga                                               |
|      |                                                         |

|  | Myxophaga |
|  |           |
|  | Polyphaga |
|  |           |

|      | Adephaga                                                |
|      |                                                         |
| N.N. | \| \| Myxophaga \| \| \| \| \| \| Polyphaga \| \| \| \| |
|      | \| \| Myxophaga \| \| \| \| \| \| Polyphaga \| \| \| \| |
|      | Myxophaga                                               |
|      |                                                         |
|      | Polyphaga                                               |
|      |                                                         |

|  | Myxophaga |
|  |           |
|  | Polyphaga |
|  |           |

Kladogramm nach Kukalová-Peck & Lawrence (1993, 2004), basierend auf Charakteristika der Flügeläderung:
|      | Archostemata                                           |
|      |                                                        |
| N.N. | \| \| Adephaga \| \| \| \| \| \| Myxophaga \| \| \| \| |
|      | \| \| Adephaga \| \| \| \| \| \| Myxophaga \| \| \| \| |
|      | Adephaga                                               |
|      |                                                        |
|      | Myxophaga                                              |
|      |                                                        |

|  | Adephaga  |
|  |           |
|  | Myxophaga |
|  |           |

|      | Archostemata                                           |
|      |                                                        |
| N.N. | \| \| Adephaga \| \| \| \| \| \| Myxophaga \| \| \| \| |
|      | \| \| Adephaga \| \| \| \| \| \| Myxophaga \| \| \| \| |
|      | Adephaga                                               |
|      |                                                        |
|      | Myxophaga                                              |
|      |                                                        |

|  | Adephaga  |
|  |           |
|  | Myxophaga |
|  |           |

## Taxonomie der Ordnung der Käfer
Die folgende Systematik der Käfer wird bis auf Familienebene geführt und richtet sich nach Beutel/Leschen (2005),  ergänzt und aktualisiert durch Leschen/Beutel/Lawrence (2010). Fossile Taxa sind nicht berücksichtigt.

### UnterordnungArchostemata
- Ommatidae
- Crowsoniellidae
- Cupedidae
- Micromalthidae
- Jurodidae

### UnterordnungMyxophaga
- Lepiceridae
- Torridincolidae
- Hydroscaphidae
- Kugelkäfer (Sphaeriusidae)

### UnterordnungAdephaga
- Taumelkäfer (Gyrinidae)
- Wassertreter (Haliplidae)
- Trachypachidae
- Meruidae
- Uferfeuchtkäfer (Noteridae)
- Forellenbachkäfer (Amphizoidae)
- Aspidytidae
- Feuchtkäfer (Hygrobiidae)
- Schwimmkäfer (Dytiscidae)
- Runzelkäfer (Rhysodidae)
- Laufkäfer (Carabidae)

### UnterordnungPolyphaga

#### TeilordnungStaphyliniformia
Überfamilie Hydrophiloidea
- Wasserkäfer oder Kolbenwasserkäfer (Hydrophilidae)
- Scheinstutzkäfer (Sphaeritidae)
- Synteliidae
- Stutzkäfer (Histeridae)

Überfamilie Staphylinoidea
- Langtasterwasserkäfer (Hydraenidae)
- Zwergkäfer oder Federflügler (Ptiliidae)
- Scheinaaskäfer (Agyrtidae)
- Leiodidae
- Aaskäfer (Silphidae)
- Kurzflügler (Staphylinidae) inkl. Ameisenkäfer (Scydmaeninae)

#### TeilordnungScarabaeiformia
Überfamilie Scarabaeoidea
- Schröter (Lucanidae)
- Zuckerkäfer (Passalidae)
- Erdkäfer (Trogidae)
- Glaresidae
- Pleocomidae
- Diphyllostomatidae
- Mistkäfer (Geotrupidae)
- Bolboceratidae
- Belohinidae
- Ochodaeidae
- Ceratocanthidae
- Hybosoridae
- Glaphyridae
- Blatthornkäfer (Scarabaeidae)

#### TeilordnungElateriformia
Überfamilie Scirtoidea
- Decliniidae
- Purzelkäfer (Eucinetidae)
- Punktkäfer (Clambidae)
- Scirtidae

Überfamilie Dascilloidea
- Moorweichkäfer (Dascillidae)
- Rhipiceridae

Überfamilie Buprestoidea
- Prachtkäfer (Buprestidae)

Überfamilie Byrrhoidea
- Pillenkäfer (Byrrhidae)
- Hakenkäfer oder Klauenkäfer (Elmidae)
- Lutrochidae
- Dryopidae
- Limnichidae
- Sägekäfer (Heteroceridae)
- Psephenidae
- Cneoglossidae
- Ptilodactylidae
- Chelonariidae
- Eulichadidae
- Callirhipidae

Überfamilie Elateroidea
- Rhinorhipidae
- Artematopodidae
- Brachypsectridae
- Mulmkäfer (Cerophytidae)
- Schienenkäfer (Eucnemidae)
- Hüpfkäfer (Throscidae)
- Schnellkäfer (Elateridae)
- Plastoceridae
- Omalisidae
- Rotdeckenkäfer (Lycidae)
- Telegeusidae
- Federleuchtkäfer (Phengodidae)
- Rhagopthalmidae
- Leuchtkäfer (Lampyridae)
- Omethidae
- Weichkäfer (Cantharidae)

##### Incertae sedis
- Podabrocephalidae

#### TeilordnungDerodontiformia
Überfamilie Derodontoidea
- Knopfkäfer (Derodontidae)
- Saftkäfer (Nosodendridae)
- Jacobsoniidae

#### TeilordnungBostrichiformia
Überfamilie Bostrichoidea
- Speckkäfer (Dermestidae)
- Endecatomidae
- Bohrkäfer (Bostrichidae)
- Nagekäfer (Ptinidae)

#### TeilordnungCucujiformia
Überfamilie Lymexyloidea
- Werftkäfer (Lymexylidae)

Überfamilie Cleroidea
- Phloiophilidae
- Jagdkäfer (Trogossitidae)
- Chaetosomatidae
- Metaxinidae
- Thanerocleridae
- Buntkäfer (Cleridae)
- Acanthocnemidae
- Phycosecidae
- Prionoceridae
- Mauroniscidae
- Melyridae (mit den Unterfamilien Wollhaarkäfer (Dasytinae) und Zipfelkäfer (Malachiinae), die in der Literatur oft noch im Familienrang geführt werden)

Überfamilie Cucujoidea
- Boganiidae
- Blütenfresser (Byturidae)
- Helotidae
- Protocucujidae
- Staubpilzkäfer (Sphindidae)
- Pilzplattkäfer (Biphyllidae)
- Pilzkäfer (Erotylidae)
- Detrituskäfer (Monotomidae)
- Hobartiidae
- Schimmelkäfer (Cryptophagidae)
- Agapythidae
- Priasilphidae
- Phloeostichidae
- Raubplattkäfer (Silvanidae)
- Plattkäfer (Cucujidae)
- Myraboliidae
- Cavognathidae
- Lamingtoniidae
- Passandridae
- Glattkäfer (Phalacridae)
- Propalticidae
- Laemophloeidae
- Tasmosalpingidae
- Cyclaxyridae
- Kateretidae
- Glanzkäfer (Nitidulidae)
- Cybocephalidae
- Smicripidae
- Bothrideridae
- Glattrindenkäfer (Cerylonidae)
- Alexiidae
- Discolomatidae
- Stäublingskäfer (Endomychidae)
- Marienkäfer (Coccinellidae)
- Faulholzkäfer (Corylophidae)
- Moderkäfer (Latridiidae)

Überfamilie Tenebrionoidea
- Baumschwammkäfer (Mycetophagidae)
- Archeocrypticidae
- Pterogeniidae
- Schwammkäfer (Ciidae)
- Tetratomidae
- Düsterkäfer (Melandryidae)
- Stachelkäfer (Mordellidae)
- Fächerkäfer (Rhipiphoridae)
- Zopheridae
- Ulodidae
- Promecheilidae
- Chalcodryidae
- Trachelostenidae
- Schwarzkäfer (Tenebrionidae)
- Prostomidae
- Synchroidae
- Stenotrachelidae
- Scheinbockkäfer (Oedemeridae)
- Ölkäfer (Meloidae)
- Haarscheinrüßler (Mycteridae)
- Boridae
- Trictenotomidae
- Drachenkäfer (Pythidae)
- Feuerkäfer (Pyrochroidae)
- Scheinrüssler (Salpingidae)
- Blütenmulmkäfer (Anthicidae)
- Baummulmkäfer (Aderidae)
- Seidenkäfer (Scraptiidae)

Überfamilie Chrysomeloidea
- Bockkäfer (Cerambycidae) → Siehe auch: Systematik der Bockkäfer
- Vesperidae
- Oxypeltidae
- Disteniidae
- Megalopodidae
- Orsodacnidae
- Blattkäfer (Chrysomelidae)

Überfamilie Curculionoidea
- Nemonychidae
- Breitrüssler (Anthribidae)
- Belidae
- Blattroller (Attelabidae)
- Langkäfer (Brentidae)
- Caridae
- Ithyceridae
- Rüsselkäfer (Curculionidae)

## Belege